# Kim Kashkashian

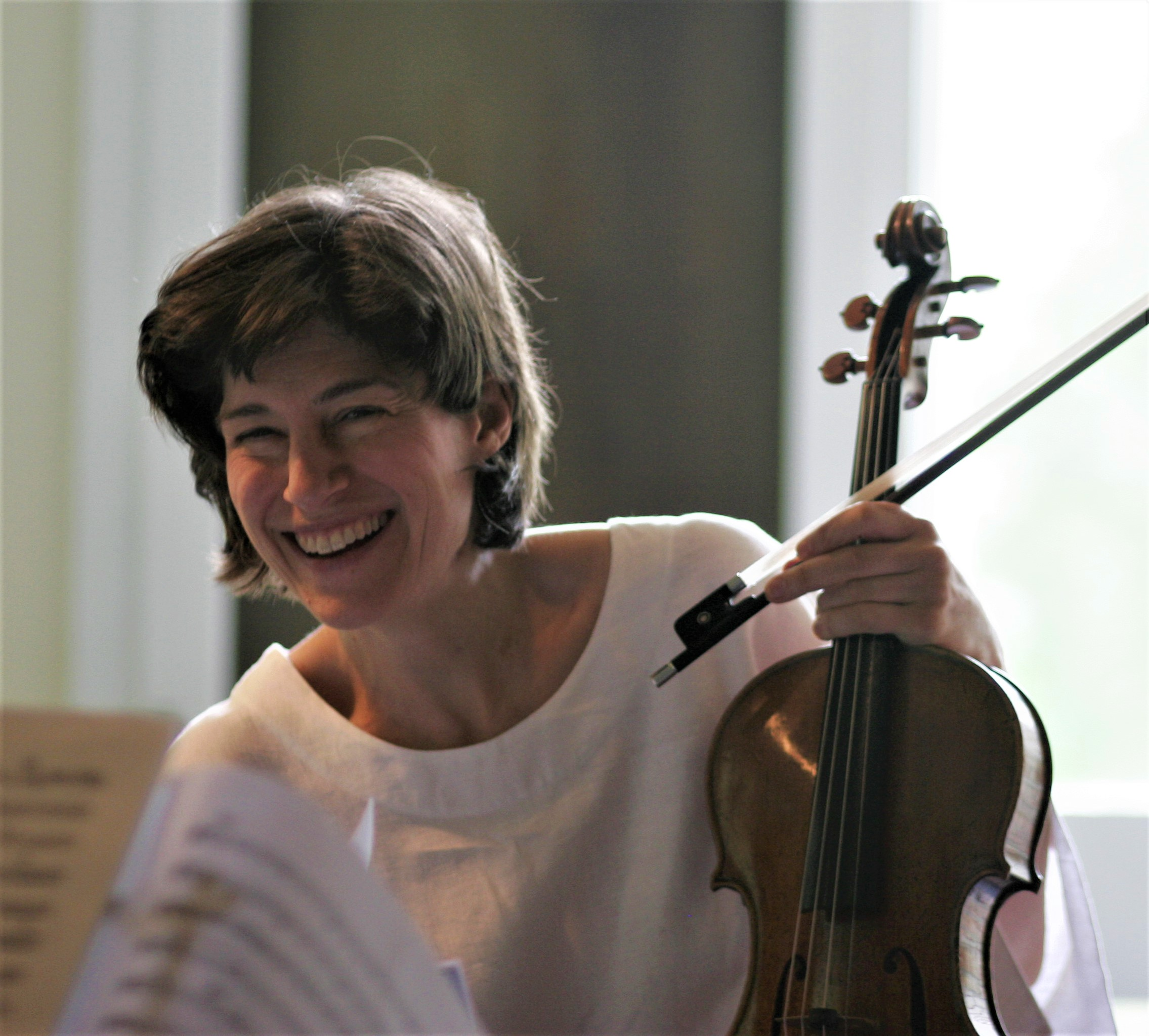
Kim Kashkashian

Kim Kashkashian (ur. 31 sierpnia 1952 w Detroit) – amerykańska altowiolistka ormiańskiego pochodzenia.
Jej płyty zdobyły wiele nagród, m.in. w 1999 była laureatką nagrody Edisona. Współpracuje z takimi kompozytorami jak: Sofija Gubajdulina, Linda Bouchard, Jan Garbarek, Péter Eötvös czy Krzysztof Penderecki. Obecnie jest wykładowcą w New England Conservatory of Music.

## Dyskografia (wybór)
- 1986: Elegies (z Robertem Levinem)
- 1995: Ulysses' Gaze Soundtrack
- 2000: Hommage à Robert Schumann
- 2000: Lachrymae
- 2000: Bartok / Eötvös / Kurtág
- 2003: Hayren